# Licytacja naturalna
Licytacja naturalna – pojęcie z zakresu terminologii brydżowej, historycznie najstarszy system licytacji w brydżu. 
Licytacja naturalna wywodzi się z początków nowoczesnego brydża, jej podstawy zostały skodyfikowane w latach dwudziestych XX wieku przez Ely Culbertsona. Znaczenie odzywek jest zgodne z intuicją i nie wymaga znajomości sztucznych konwencji. Licytacja naturalna stanowi punkt wyjścia dla wielu innych, bardziej rozbudowanych systemów licytacyjnych.

## Podstawy systemu
W tej konwencji licytuje się po kolei posiadane kolory longerów według  ich długości i starszeństwa kolorów, przy uwzględnieniu zasad bezpiecznej licytacji. Aby otworzyć licytację, trzeba posiadać niewielką nadwyżkę ponad statystyczną średnią (w systemie punktacji Miltona Worka powinno posiadać się minimum 12 punktów na 40 łącznie)
- otwarcie 1♥️️/1♠️ oznacza posiadanie minimum 4 kart (lub 5 kart) w licytowanym kolorze
- otwarcie 1♣️/1♦️️ oznacza posiadanie minimum 3 kart w licytowanym kolorze
- otwarcie 1 BA (bez atu) oznacza siłę około 15-17 punktów Miltona Worka (PC)  i zatrzymanie  w każdym kolorze
- otwarcia 2♣️/2♦️️/2♥️️/2♠️ oznaczają posiadanie ponad połowy statystycznych punktów (zwykle około 22  PC) i minimum pięciokartowy longer
- otwarcie 2 BA oznacza siłę około 21-23 PC i zatrzymanie  w każdym kolorze
- otwarcia 3♣️/3♦️️/3♥️️/3♠️ oznaczają siłę ręki niższą od statystycznej (7-11 PC) lecz minimum siedmiokartowy longer
- otwarcie 3 BA oznacza siłę około 26 PC i zatrzymanie  w każdym kolorze

## Konwencje
System naturalny można łatwo uzupełnić o konwencje licytacyjne, które ułatwiają partnerom dojście do właściwego kontraktu. Przykładami takich konwencji są np. Stayman, Blackwood. Należy nadmienić, że już otwarcie 3♣️/3♦️️/3♥️️/3♠️ w systemie naturalnym jest konwencyjne - ponieważ nie znajduje odzwierciedlenia w sile ręki.

## Systemy pochodne
W postaci klasycznej system naturalny nie jest od dawna stosowany, stanowi natomiast podstawę do wielu systemów licytacyjnych na nim opartych, np:
- Acol – system brytyjski, otwarcia 1♥️️/1♠️ z kolorów czterokartowych, otwarcie 2♣️ ma znaczenie konwencyjne (minimum 23 PC)[2]
- SAYC (Standard American Yellow Card ) – ogólnie obowiązujący standard amerykański, otwarcia 1♥️️/1♠️ z kolorów pięciokartowych[3]
- 2/1 – inny amerykański standard, odpowiedzi na poziomie 2 po otwarciu na poziomie 1 forsują do końcówki[4]
- SEF – popularny we Francji. W bazie otwarć praktycznie zbieżny z SAYC-iem.

## Systemy naturalne i sztuczne
Podstawą systemu naturalnego jest zawsze obustronna wymiana informacji. Partnerzy licytując obustronnie ustalają łączną siłę rąk (w PC), najdłuższy posiadany wspólnie kolor oraz bezpieczną wysokość kontraktu.
Na odwrotnym założeniu bazują powstałe systemy sztuczne. W nich jedna ze stron przejmuje wymianę informacji w licytacji i za pomocą systemu sztucznych pytań (relay'ów) wizualizuje rękę partnera i decyduje o kontrakcie.